# Silvareccio
 Silvareccio  là một xã ở tỉnh Haute-Corse trên đảo Corse, Pháp. Xã này có diện tích 4,82 km², dân số năm 1999 là 97 người. Khu vực này có độ cao trung bình 640 mét trên mực nước biển.